# Otto Philipp Braun
Otto Philipp Braun (también conocido como Otto Felipe Braun; Kassel, Sacro Imperio Romano Germánico; 13 de diciembre de 1798-Kassel, Confederación Alemana del Norte; 24 de julio de 1869) fue un militar y político de origen alemán nacionalizado boliviano. Durante su adolescencia, Braun alcanzó todavía a participar ya en el final de las Guerras Napoleónicas (1803-1815) en Europa y tiempo después viajó al nuevo continente para participar en las Guerras de la independencia de América del Sur (1809-1829). A su vez, estuvo al servicio del Ejército de Bolivia durante 10 largos años (una década) desde 1829 hasta 1839, y también fue Ministro de Guerra de la Confederación Perú-Boliviana entre 1836 y 1839.

## Juventud
Su padre fue un constructor de carros y carruajes, Sattelmeister  (maestro talabartero) bajo el príncipe del Palatinado de Hesse, el entonces Rey de Westphalia, Jerónimo Bonaparte.
Desde muy joven mostró grandes aptitudes para la equitación. Práctica que al final lo conduciría a la carrera de las armas.
Con 16 años fue el voluntario más joven a los Cazadores a caballo del electorado de Hesse. Luego de la guerra terminó sus estudios de equitación y los completó con estudios de veterinaria en Estados Unidos de América . Luego de una corta estadía en Haití donde sirvió a Henri Christophe, parte hacia Venezuela a unirse a la causa emancipadora liderada por Simón Bolívar, arribando en junio de 1820. Braun se une al ejército patriota con el rango de Teniente de caballería.

## Carrera militar en Colombia
Luego de pasar algunos meses en Barranquilla sirviendo como veterinario, la solicitud de Braun de ser asignado a una unidad de combate es aceptada y se integra al ejército que dirige el coronel Mariano Montilla. Su primera acción fue en la batalla de la Laguna Salada seguido del asedio de Cartagena de Indias. En 1821 participa en las fuerzas del general José Francisco Bermúdez que toman Caracas como parte de la Campaña de Carabobo. Poco después es ascendido a Mayor.
Braun participa en las campañas del Sur luchando por la liberación de Ecuador y contra la insurrección de los pastusos. En 1823 fue nombrado comandante de la Guardia Personal de Bolívar. Al año siguiente participa en la batalla de Junín donde dirige a los Granaderos de Colombia. Meses después combatiría en Ayacucho donde dirigió una carga de su caballería contra el regimiento que custodiaba al Virrey La Serna.

## Servicio como auxiliar colombiano en Bolivia
En 1825 Braun fue encargado de la dirección de las tropas colombianas auxiliares acantonadas en la República de Bolivia, destacadas allí por Bolívar para proteger y mantener el orden en la joven república. Al producirse la invasión peruana en 1828, Braun se opone infructuosamente al ejército invasor pero al ser derrotada la oposición boliviana por el ejército peruano Braun se retira a Colombia donde toma parte en la Batalla del Portete de Tarqui. 
En 1828 contrajo matrimonio con la dama arequipeña Justa de Rivero y Abril, hija del coronel realista Pedro José de Rivero y Aranibar, poco después se traslada a Bolivia donde su amigo Andrés de Santa Cruz es elegido Presidente de la República.

## Servicio en Bolivia
Braun adquiere la nacionalidad boliviana y sirve al gobierno boliviano en varios proyectos. Braun fue prefecto de La Paz.
Braun es nombrado ministro de Guerra y Marina de Bolivia. En 1835 recibe el cargo de comandante en jefe de las provincias del sur con el encargo de proteger el país de una posible invasión argentina. Braun dirige varias batallas contra los enemigos de la Confederación Perú-Boliviana.
En 1838 obtiene la victoria sobre los argentinos en la batalla de Montenegro por lo que es nombrado Mariscal de Montenegro. Al final de ese año es de nuevo ministro de Guerra y Marina, así como ministro del interior de la Confederación.

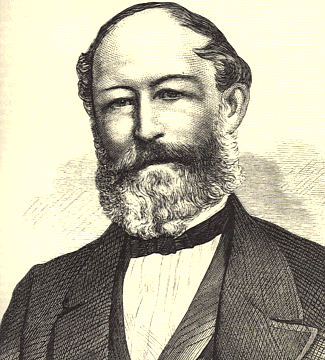
Mariscal Otto Philipp Braun en el año 1868 a sus 70 años de edad.

## Muerte
Con la derrota en 1839 de Santa Cruz en Yungay y el fin de la confederación, el nuevo presidente de Bolivia, general José Miguel de Velasco, destituye a Braun y le quita todos sus títulos. Años después sería rehabilitado por el presidente Manuel Isidoro Belzu tras lo que regresaría varias veces a Bolivia y Perú donde tenía intereses en minas de cobre y plantaciones de café.
Murió en Kassel el 24 de julio de 1869. Sus restos se encuentran en la Basílica Mayor de San Francisco, La Paz, Bolivia.